# ウォール・オブ・デス (曲芸)

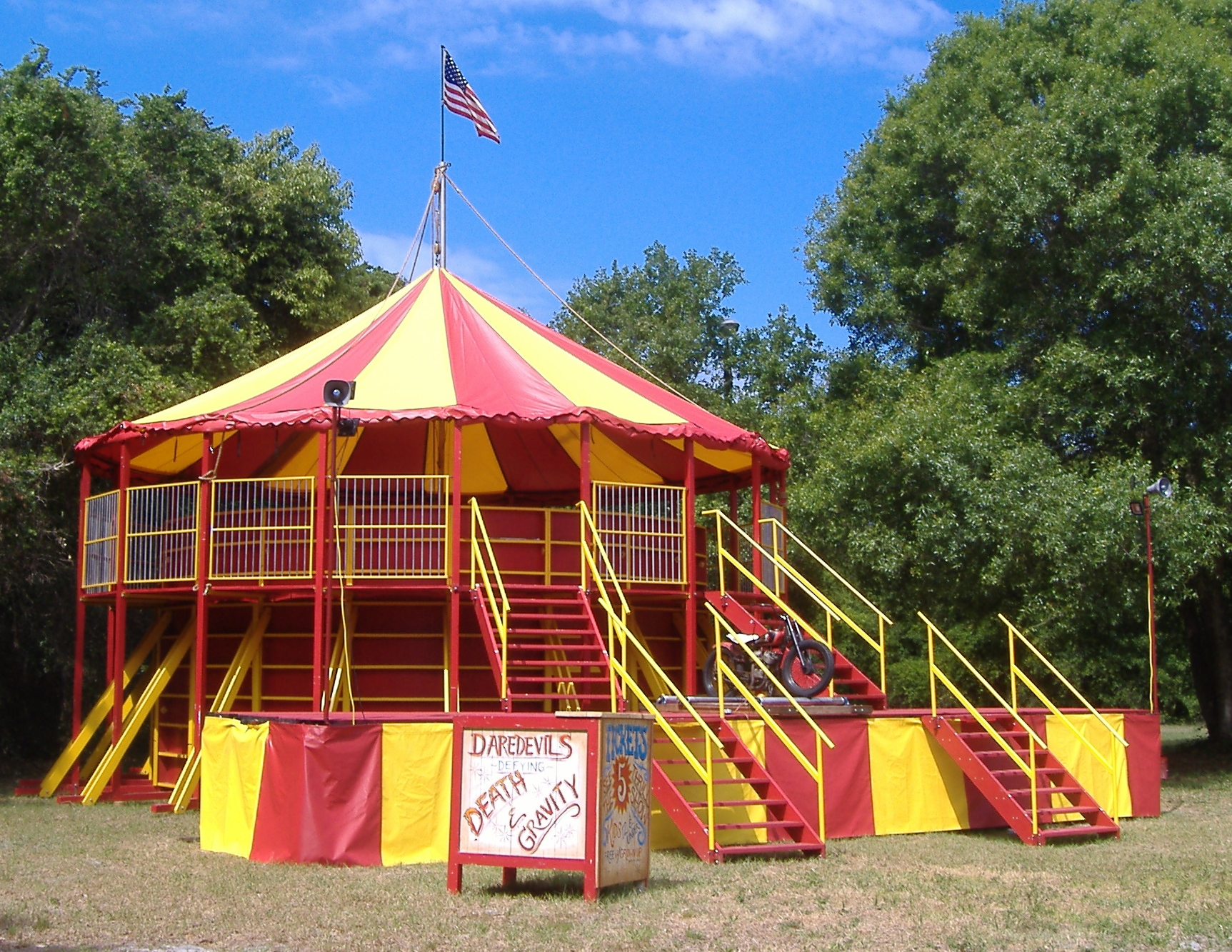
典型的な会場の外観「Wild Wheels Thrill Arena」。2016年、アメリカ合衆国で撮影。

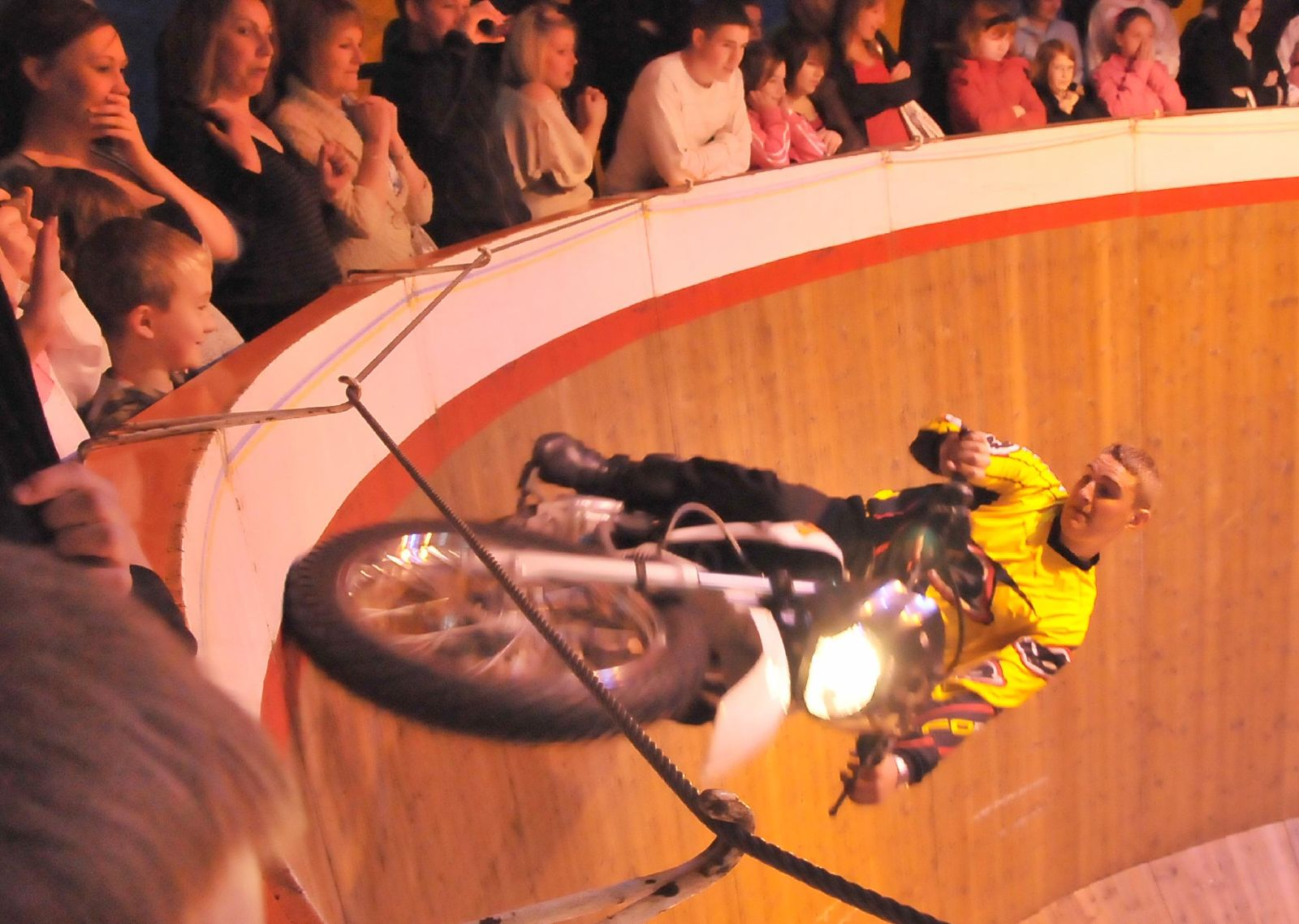
曲乗りを見せるライダーが近くを通るのを見る観衆。2009年、イギリスで撮影。

ウォール・オブ・デス (Wall of Death)、モータードローム (motordrome)、サイロドローム (silodrome)、あるいは、インドにおいてウェル・オブ・デス (Well of Death) ないし マウト・カ・クアー (Maut ka Kuaa) と称される、謝肉祭などの祭の余興は、サイロや樽のような形状で、厚板で組んだ直径20 - 36フィート (6.1 - 11.0 m)程度の大きな木製の円筒の中で、オートバイや小型車両が摩擦や遠心力を利用して垂直の壁を走行しながら、ライダー（運転手）が曲芸を見せるスタント。
日本では、オートバイサーカスと称して興行されている。
観衆は、円筒の上部から、中を見下ろす。ライダーたちは、円筒の底の中央からスタートし、底に近い傾斜のついた部分を登りながら、やがて床と平行な水平状態での走行が可能になるまでスピードを上げ、通常は反時計回りに周回する（この技の物理的な説明については、バンク・ターンや遠心力を参照）。

## アメリカ合衆国

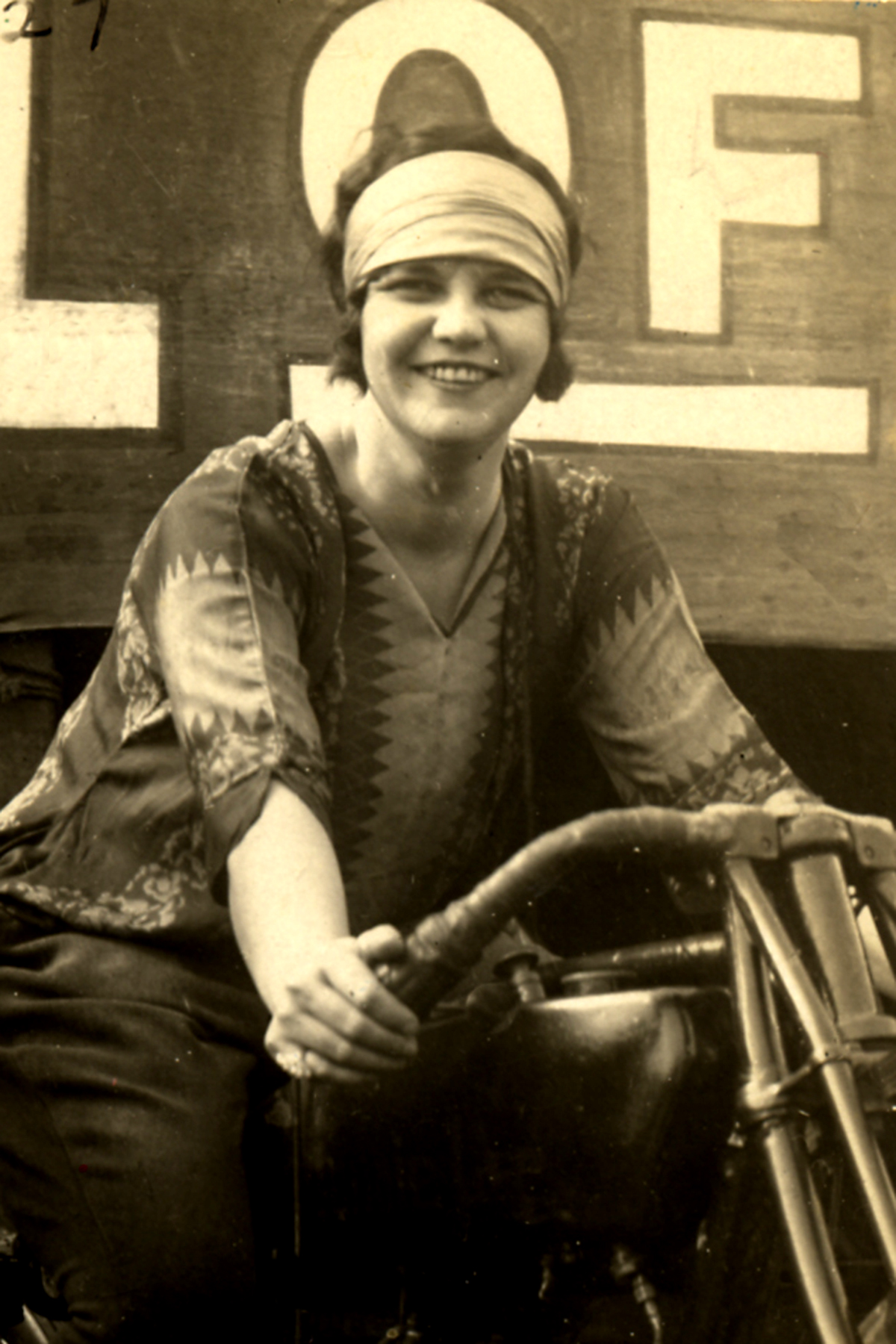
1920年代に、ヘイガーズ・ウォール・オブ・デス (Hager's Wall of Death) で活用した女性ライダー、ヘイゼル・ワトキンス (Hazel Watkins)。

1900年代始めのアメリカ合衆国におけるオートバイのボードトラックレース（モータードローム）から直接派生したもので、最初の見世物としてのモータードロームは、1911年にニューヨークのコニーアイランドの遊園地に登場した。翌年には、各地を巡業する移動遊園地に、移動可能なトラックを設ける見世物が登場し始めた。1915年には、垂直の壁面を備えた最初のサイロドロームが登場し、程なくしてウォール・オブ・デスとも称されるようになったが、そのように呼ばれた最初の見世物は、ニューヨーク州バッファローで興行していたブリッドソン・グリーン (Bridson Greene) の一座だった。また、直立した壁で囲まれたサイロ状の走路ではなかったが、1915年のサンフランシスコ万国博覧会に出展された大規模なモータードロームの走路の一部には、頂頭部が垂直に直立した部分が組み込まれており、オートバイだけでなく、自動車によっても走行された。
当時、最も広く使用されていたのは、第一世代のインディアン・スカウトのモデル（1928年以前）で、排気量は37立法インチ（およそ600cc）であった。この見世物は、アメリカ合衆国における、屋外興行の事業にとって重要な柱の一つとなり、1930年代には全盛期を迎え、百を超えるモータードロームが、移動遊園地や、通常の遊園地で興行していた。
アメリカ合衆国では、アメリカン・モーター・ドローム・カンパニー (the American Motor Drome Company) が1920年代製のビンテージのインディアン・スカウトを数台用いて、全盛期の様子を再現している。アメリカン・モーター・ドローム・カンパニーは、スタージス・モーターサイクルの殿堂 (the Sturgis Motorcycle Hall of Fame) に入ったライダーを2人擁している唯一の団体であり、ジェイ・ライトニン (Jay Lightnin') が2014年に、サマンサ・モーガン (Samantha Morgan) が2006年に殿堂入りを果たしている。2015年、インディアン・モーターサイクル社 (the Indian Motorcycle company) は、新モデルのインディアン・スカウトのお披露目の場にアメリカン・モーター・ドローム・カンパニーを選び、通常のショーで使用されている1926年製と1927年製のモデルとともに、新モデルを壁面走行させた。アメリカ合衆国における最新のウォール・オブ・デスのショーは、ワイルド・ホイールズ・スリル・アリーナ (Wild Wheels Thrill Arena) で、伝統的なカーニバル・ミッドウェイ・ショーズ (the Carnival Midway Shows) のスタイルで開催されている。

## イギリス
この見世物は、イギリスでも人気を博し、様々な催しの際に披露されるようになった。
イギリスにおける最初のウォール・オブ・デスは、1929年6月にサウスエンド＝オン＝シーにあった世界最古の遊園地のひとつカーサルに登場し、高さ20フィート (6.1 m) の木製の壁をバイクが走った。最初のライダーとなったのは、南アフリカ連邦でショーをしていたところをマルコム・キャンベルに見出されたビリーとマージョリーのウォード夫妻 (Billy and Marjorie Ward) であった。イギリスでは、カーサルとジョージ・"トルネード"・スミス (George 'Tornado' Smith) が、この見世物の代名詞となった。1930年代半ばには、50ほどの団体が全国で興行しており、アーサー・ブラノン (Arthur Brannon) のようなライダーが登場し、サイドカーに動物を乗せて走行するといった芸も見せるようになって、雌ライオンを乗せて走ったこともあったが、第二次世界大戦の勃発によってこうした見世物はいったん休止に追い込まれた。戦後に、再開した団体は少数であったが、トッド・ファミリー・ウォール・オブ・デス (the Todd Family Wall of Death) は、1951年のフェスティバル・オブ・ブリテンにも登場し、フランク・シニア (Frank Senior)、ジョージ (George)、ジャック (Jack)、ボブ (Bob)、フランク・ジュニア (Frank Junior) らが出演した。この興行には女性ライダーが参加することもあり、イングランド初の女性ライダーと考えられているグラディス・サッター (Gladys Soutter) や、遅れて加わったその妹ウィニフレッド（ウィン）・サッター (Winniefred (Wyn ) Soutter) が出演し、後者は後に同僚ライダーであったジョージ・トッドと結婚した。女性ライダーたちはその後も現在まで活動し続けている。
しかし、2000年代には、ごく少数の団体が興行するだけとなっており、「ザ・デモン・ドローム (The Demon Drome)」、「メッシャムズ・ウォール・オブ・デス (Messhams Wall of Death)」、「ケン・フォックス・トゥループ (Ken Fox Troupe)」が知られている。これらの団体は、1920年代以来使用され続けている、オリジナルのインディアンのバイクを使用している。
2016年3月28日、マン島TTレースでも活躍したレーサー、ガイ・マーティンは、ウォール・オブ・デスの世界記録を樹立した。マーティンは、イギリスのテレビ局チャンネル4で放送された『Guy Martin's Wall of Death』という番組の生放送中に、78.150 mph (125.770 km/h)の速度に達した。

## インド
インドでは、この見世物はウェル・オブ・デス（the Well of Death、ヒンディー語: मौत का कुआँ (maut kā kuām̥)、パンジャーブ語: ਮੌਤ ਦਾ ਖੂਹ (maut dā khūh)）とも呼ばれ、全国各地の様々なメラ（フェア）で興行されている。バイクのほかに、自動車などが走ることもあり、例えば2005年以来アーディラーバードで定期的に興行されているもので披露されている。
自動車が走る場合、ショーは、厚板で組まれた、25フィート (7.6 m) ほどの高さがある直径30フィート (9.1 m) 以上の仮設の円筒で行われる。観衆は円筒の上部の周囲に設けられたプラットフォーム上から、バイクや自動車が走る円筒の中を見下ろす。

## 日本
2016年現在、日本では、札幌市に拠点を置くワールドオートバイサーカスが、北海道を中心に「オートバイサーカス」という名称でウォール・オブ・デスの興行を行っているのが唯一の事例とされる。使用するコースの大きさは、高さ4メートル、直径9メートルで、宮大工が製作したものである。この興行は、かつてのキグレサーカスの流れを汲むものとされている。
ワールドオートバイサーカスについては、小林三旅が制作したドキュメンタリーが、2013年にDVDで発表されている。

## 大衆文化の中で

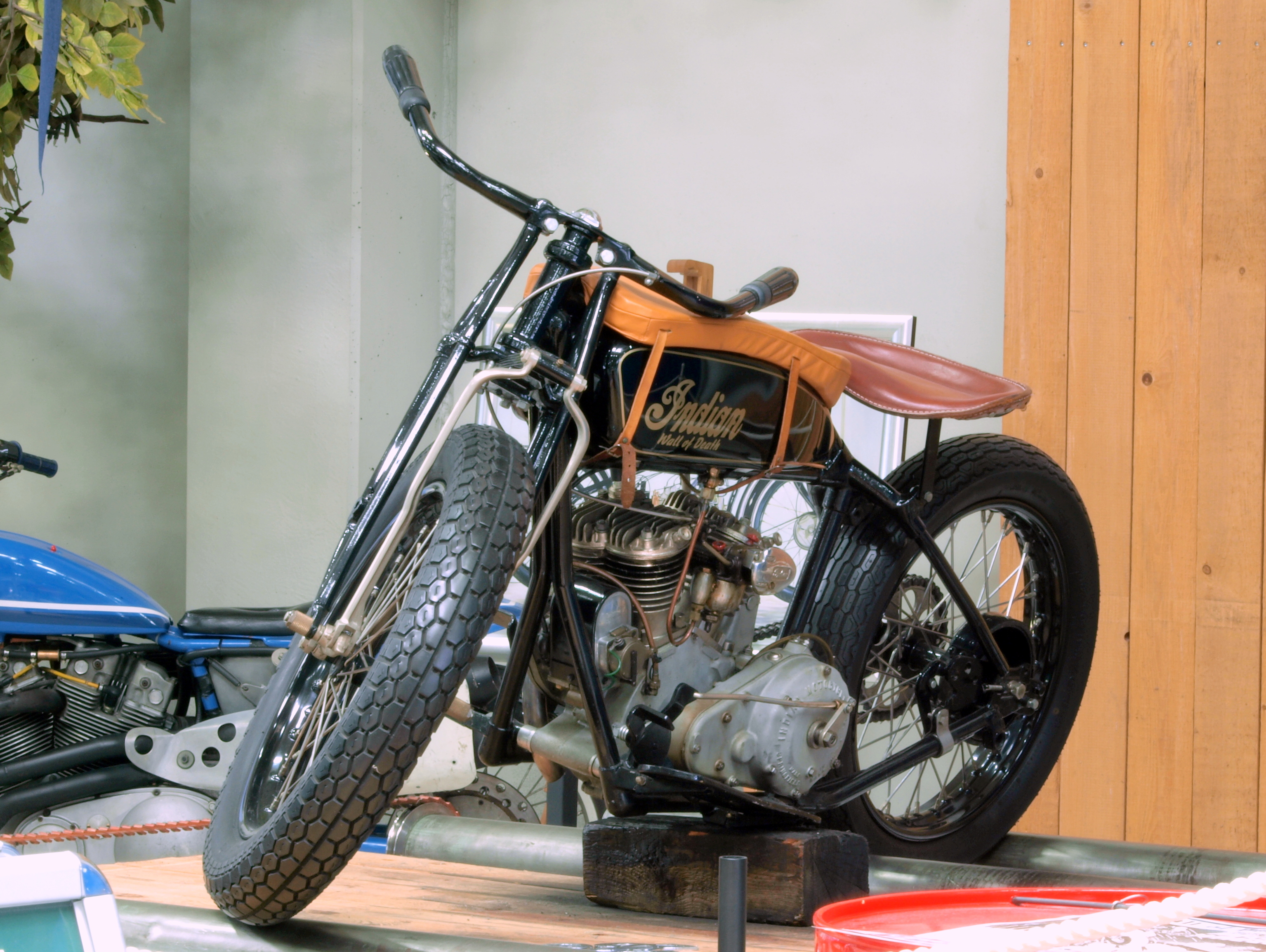
ウォール・オブ・デス用に改造された、インディアンのバイク。

ウォール・オブ・デスの演技が盛り込まれた映画作品には、『Spare a Copper』（1941年）、『There Is Another Sun』（1951年：アメリカ合衆国での公開タイトルは『The Wall of Death』）、『Scotland Yard: The Wall of Death』（1958年）、『青春カーニバル (Roustabout)』（1964年）、『夜行性情欲魔 (The Lickerish Quartet)』（1970年）、『Eat the Peach（1986年）、『美しきイタリア・私の家 (My House in Umbria)』（2003年）などがある。日本映画では『男はつらいよ 夜霧にむせぶ寅次郎』（1984年）が、当時のオートバイサーカスの様子を捉えている。
ギリシャにおける興行を記録したギリシア語の短編ドキュメンタリー映画『Ο γύρος του θανάτου (The Spin of Death)』（2004年）は、国内各地の様々な映画祭で上映された。
この作品より前に、同じ題名で発表されていたギリシャ映画は、1983年の劇映画で、主人公が地域の祭りでウォール・オブ・デスを実演するという内容で、カルト的人気を博した古典的作品となっている。
リチャード・トンプソンとリンダ・トンプソンは、彼らのアルバム『シュート・アウト・ザ・ライツ (Shoot Out the Lights)』に「Wall of Death」という曲を収録しており、リチャードは自身のライブでも時々この曲を取り上げて歌っている。歌詞の内容は、祭りの他の出し物で時間を無駄に使うのではなく、「ウォール・オブ・デスを走りたい、もう一度 (ride on the Wall of Death one more time)」という歌い手の望みを歌っており、ウォール・オブ・デスは「生きていることに一番近い (is the nearest to being alive)」ものだからと述べている。
アイルランド系アメリカ人のバンドであるゲーリック・ストームは、2010年のアルバム『Cabbage』に収録した「Cyclone McLusky」という曲でウォール・オブ・デスに言及している。
『ザ・シンプソンズ MOVIE』で、ホーマーはウォール・オブ・デスと同じ原理で、スプリングフィールドを覆うドームの内側を周回する。
イギリスのバンド、ジャンゴ・ジャンゴの曲「WOR」のミュージック・ビデオには、イラーハーバードのマハ・クンブ・メーラ・グラウンド (the Maha Kumbh Mela Grounds) におけるウォール・オブ・デスの映像と、一部のドライバーへのインタビューが盛り込まれている。
2009年にナショナルジオグラフィック協会が選んだ最も人気の高い画像のひとつは、ウォール・オブ・デスを捉えたものであった。

## グローブ・オブ・デス/アイアン
これに似た見世物として、グローブ・オブ・デスがあるが、こちらは円筒ではなく、メッシュ状の金属でできた球体の内部でライダーがバイクを走らせるものである。このスタントは、日本語ではアイアンと称されることがある。こちらの方は、モータードロームとは異なる、別個の進化を遂げてきたものであり、1900年代はじめに自転車を使って行われていた「サイクル・ワールズ (cycle whirls)」という見世物に由来するものである。

## 関連文献
- Ford, Allan, and Corble, Nick, Riding the Wall of Death, 2006, Tempus Publishing (ISBN 0-7524-3791-7)
- Ford, Allan, and Corble, Nick You Can't Wear Out An Indian Scout - Indians and the Wall of Death, 2009, Amberley Publishing (ISBN 978-1848680944)
- Gaylin, David, The Harley-Davidson Reader, Motorbooks (ISBN 978-0-7603-2591-9)